# Oberonia odoardi
Oberonia odoardi är en orkidéart som beskrevs av Rudolf Schlechter. Oberonia odoardi ingår i släktet Oberonia och familjen orkidéer. Inga underarter finns listade i Catalogue of Life.